# Kostino (Kaliningrad)
Kostino (russisch Костино, deutsch Stobricken, 1938–1946 Krammsdorf,  Stubriukai) ist ein Ort in der russischen Oblast Kaliningrad. Er gehört zur kommunalen Selbstverwaltungseinheit Stadtkreis Gussew im Rajon Gussew.

## Geographische Lage
Kostino liegt zehn Kilometer südwestlich des heutigen Rajonzentrums und der einstigen Kreisstadt Gussew (Gumbinnen) an einer Nebenstrecke (die Kommunalstraße 27K-056) von Gussew nach Majakowskoje (Nemmersdorf). Die nächste Bahnstation ist Wessjolowka (Judtschen/Kanthausen) an der Bahnstrecke Kaliningrad–Tschernyschewskoje der einstigen Preußischen Ostbahn zur Weiterfahrt nach Moskau.

## Geschichte
Das einstige Schweizerkoloniedorf Stobricken war zwischen 1874 und 1945 in den Amtsbezirk Judtschen (1938 bis 1939 „Amtsbezirk Kanthausen“, heutiger Ortsname: Wessjolowka) eingegliedert. Dieser gehörte zum Kreis Gumbinnen im Regierungsbezirk Gumbinnen der preußischen Provinz Ostpreußen. Im Jahre 1910 waren in dem Dorf 168 Einwohner registriert, darunter auch die in den heute nicht mehr existenten Ortsteilen Girnehlen (1938–1946: Mühlenruh, russisch: Pospelowo) und Stannen (1938–1946: Obertannen, russisch: Karamajewo). Ihre Zahl steigerte sich bis 1933 auf 205 und betrug 1939 noch 195. Am 3. Juni 1938 wurde Stobricken mit amtlicher Bestätigung vom 16. Juli 1938 in „Krammsdorf“ umbenannt.
Im Jahr 1945 kam das Dorf in Kriegsfolge mit dem nördlichen Ostpreußen zur Sowjetunion.
1947 erhielt der Ort die russische Bezeichnung „Kostino“ und wurde gleichzeitig dem Dorfsowjet Majakowski selski Sowet im Rajon Gussew zugeordnet. Von 2008 bis 2013 gehörte Kostino zur Landgemeinde Majakowskoje selskoje posselenije und seither zum Stadtkreis Gussew.

## Kirche
Die Mehrheit der Bevölkerung Stobrickens resp. Krammsdorfs war vor 1945 evangelischer Konfession. Das Dorf war somit in das Kirchspiel der Kirche Judtschen (1938–1946: Kanthausen, russisch: Wessjolowka) im Kirchenkreis Gumbinnen (Gussew) in der Kirchenprovinz Ostpreußen der Kirche der Altpreußischen Union eingepfarrt. Heute liegt Kostino im Einzugsbereich der in den 1990er Jahren in Gussew neu entstandenen evangelisch-lutherischen Gemeinde der Salzburger Kirche, Zentrum der Kirchenregion Gussew in der Propstei Kaliningrad der Evangelisch-lutherischen Kirche Europäisches Russland.